# ایجی اصفهانی
علی‌اکبر ایجی اصفهانی (-درگذشته ۱۲۳۲ق) فرزند ملا محمدباقر، فقیه و از مراجع تقلید قرن سیزدهم قمری است. 
صاحب روضات، حکیم عارف آقامحمد بیدآبادی و میرزا ابوالقاسم مدرس از اساتید وی بودند. همچنین وی از ارادتمندان اخلاقی و عرفانی سید درویش کافی نجف آبادی بوده‌است. میرزا زین العابدین موسوی خوانساری، محمدمهدی رازی (صاحب مشکاه المسائل)، میرزا اصغر بن سید قاسم طباطبایی زواره ای و میرزا ابوتراب حسینی نطنزی از جمله شاگردان وی بودند. آثار وی در فقه و اصول (احکام مواریث، احکام حدود و رساله عملیه در عبادات، خمس، زکات، قضا، شهادات و غیره) در حدیث (کتاب شرح کافی)، در تفسیر (تعلیقیه بر تفسیر صافی) در کلام (زبده المعارف، رساله در معارف الهیه، رساله در رد بعضی از رسائل شیخ احمد احسایی)، در اخلاق (ارشاد الواعظین و انجاح الطالبین)، در فلسفه (شرح جلد اول، اسفار ملاصدرا) و در سیر و سلوک (رساله المراج) می‌باشد. وی فتوای تاریخی جهاد علیه روس‌ها در نبرد گنجه به ایران (سال ۱۲۲۳ ق) را صادر بود. وی در سال ۱۲۳۲ق در اصفهان درگذشت و در قبرستان تخت فولاد مدفون شد.